# Chiesa di Santa Cecilia (Pradamano)
La chiesa di Santa Cecilia  è la parrocchiale di Pradamano, in provincia ed arcidiocesi di Udine; fa parte della forania del Friuli Orientale.

## Storia
La primitiva chiesa di Pradamano di cui si abbiano notizie sorse nel Quattrocento.
La chiesa fu rifatta tra il 1697 e il 1698 e consacrata dal patriarca di Aquileia Dionisio Delfino il 5 agosto 1709. L'attuale parrocchiale è frutto dell'ampliamento condotto tra il 1779 e il 1784 su progetto di Luca Andrioli iunior.
Nel 1888 l'interno dell'edificio subì una risistemazione; il terremoto del Friuli del 1976 arrecò alla struttura alcuni danni, che vennero sanati tra il 1989 e il 1992 su disegno dell'architetto Guido Giacomelli.

## Descrizione

### Esterno
La facciata della chiesa è a capanna e presenta il portale timpanato, sopra di esso una finestra semicircolare murata e, a coronare il tutto, il timpano triangolare caratterizzato da una modanatura e all'interno del quale s'apre un oculo. Sul lato destro ci sono l'ingresso laterale, una nicchia ospitante un dipinto e cinque finestre, di cui due semicircolari oggi murate; è presente anche la sagrestia, sulla cui parete s'aprono due finestrelle.

### Interno
L'interno, ad un'unica navata, è caratterizzato dal soffitto piano ed è diviso in cinque campate da paraste: L'aula termina con il presbiterio, rialzato di tre gradini, a sua volta chiuso dall'abside piana.
Opere di pregio qui conservate sono i dipinti del soffitto, eseguiti dall'udinese Giovanni Domenico Ruggieri nel XVIII secolo, le decorazioni realizzate da Giuseppe Barazzutti da Gemona del Friuli tra il 1927 e il 1930, la tela settecentesca ritraente la Santissima Trinità con dei Santi, opera forse del già menzionato Ruggeri, e la pala avente come soggetto Santa Cecilia, dipinta nel 1888 da Giovanni Battista Sello.